# Diaeretus porteri
Diaeretus porteri är en stekelart som beskrevs av Juan Brèthes 1910. Diaeretus porteri ingår i släktet Diaeretus och familjen bracksteklar. Inga underarter finns listade i Catalogue of Life.